# Уоссон, Эрин
Эрин Уоссон (англ. Erin Wasson; родилась 20 января 1982, Ирвинг, Техас) — американская топ-модель, дизайнер украшений, модельер, лицо косметической марки Maybelline. Знаменита своей родинкой над губой. Александр Ван провозгласил её своей музой.

## Карьера
В 1999 году, в возрасте 17-и лет, с поддержки отца, Эрин Уоссон была открыта модельным агентством англ. Kim Dawson. Эрин была лицом таких брендов как Gucci, Armani, Balenciaga, Cavalli, D&G, Karl Lagerfeld, Chanel. Также её лицо украшало такие модные журналы как Vogue, ELLE, Allure, Esquire, Flair и др. В 2002 году она заключает контракт с косметической маркой Maybelline, а в 2007 году участвует в модном показе «Victoria's Secret». В 2008 году Эрин создает собственную линию украшений «Low Luv» и запускает линию одежды под брендом «RVCA». Примечательно, что до Эрин «RVCA» изготавливали только мужскую одежду.

## Личная жизнь
У Эрин Уоссон есть дом в Калифорнии и собака. Она любит спортивные игры на свежем воздухе, кататься на скейте и играть в бильярд. У Эрин непохожее на других чувство стиля, сама она его называет «мусорной сексуальностью». Обожает носить шорты, причем часто делает их сама из старых джинсов.